# Латини
Латините (на латински: Latini) са били древно италийско племе, населявало региона Латиум Ветус (Стари Латиум), грубо съвпадаща с южната част на днешната административна област Лацио и включваща Рим.
Въпреки че обитавали независими градове-държави, латините имали общ език, религиозни вярвания и силно развито чувство за обща етническа принадлежност, изразено чрез мита за техния общ прародител Латин.
Латините изпитали силното влияние на етруската култура с попадането си под етруска доминация. В началото на 6 век пр.н.е. извоювали свободата си и образували Латинския съюз, в който влизали 30 града начело с Алба Лонга.
През 6 век пр.н.е. латините са все още значително по-силни от Рим, но с постепенното нарастване на мощта му и съответно териториалните му претенции, останалата част от латините се обединяват срещу него през 341 пр.н.е. Започва Втората латинска война. Три години по-късно, през 338 пр.н.е., латините са окончателно разбити и някои от техните държави са присъединени към територията на Рим като населението им придобива статут на римски граждани, а други стават негови съюзници и получават извънредни привилегии.
Друго следствие от тази победа е пренасочването на цялата търговия през Рим, което води до още по-голямото му икономическо и военно укрепване и отваря пътя за създаването на Римската империя.
Латини или латинци може да означава и жители на Латинската империя. 